# (6886) Grote
(6886) Grote est un astéroïde de la ceinture principale.

## Description
(6886) Grote est un astéroïde de la ceinture principale. Il fut découvert le 11 février 1942 à Turku par Liisi Oterma. Il présente une orbite caractérisée par un demi-grand axe de 2,57 UA, une excentricité de 0,16 et une inclinaison de 9,1° par rapport à l'écliptique.

## Compléments